# Universidad de Duhok
La Universidad de Duhok (en kurdo: Zanîngeha Duhokê; en árabe: جامعة دهوك) es una institución de rápido crecimiento en la ciudad de Duhok en el Kurdistán iraquí al norte de Irak. Desempeña un papel vital en el desarrollo de la comunidad por promover el progreso socioeconómico, cultural, científico y educativo en la región del Kurdistán. Los graduados de la Universidad de Duhok contribuyen actualmente a la construcción y mejora de la capacidad en los sectores público y privado de la Gobernación de Duhok.
La Universidad de Duhok fue fundada el 31 de octubre de 1992, tras una resolución del Parlamento del Gobierno Regional de Kurdistán para hacer frente a la creciente demanda de educación superior en la región. Las primeras facultades que se establezcieron en la universidad fueron la de Medicina y la Facultad de Agronomía. Inicialmente, la parte Médica tenía 48 alumnos, mientras que el Colegio de Agricultura tenía 166. Durante los dos primeros años, los dos embargos impuestos por la ONU en Irak y por el Gobierno Central iraquí en Kurdistán contribuyeron al crecimiento de ritmo lento de la Universidad y a las malas condiciones económicas en el Kurdistán.
Para el año 2010 la UDD tenía 17 escuelas y un Instituto Superior de Planificación. Después de aplicar una reforma en la región del Kurdistán , en ese mismo año, la estructura de la universidad cambió a un sistema de Facultades. Hoy en día, tiene 9 facultades con 18 escuelas, más de 9.100 estudiantes de pregrado y 660 estudiantes de posgrado.